# Cyphocharax pantostictos
Cyphocharax pantostictos es una especie de peces de la familia Curimatidae en el orden de los Characiformes.

## Morfología
Los machos pueden llegar alcanzar los 9,8 cm de longitud total.

## Hábitat
Vive en zonas de clima tropical entre 24 °C - 25 °C de temperatura.

## Distribución geográfica
Se encuentran en Sudamérica:  cuenca del río Amazonas.